# José Luis Rodríguez Vélez
José Luis Rodríguez Vélez (Santiago de Veraguas, 12 de marzo de 1915 -Ciudad de Panamá, 21 de diciembre de 1984) fue un compositor, arreglista, director de orquesta, instrumentista y educador panameño. Compuso docenas de cumbias, boleros, pasillos, valses, danzas, marchas, y fue el autor del himno de varios colegios e instituciones públicas de Panamá. Fue profesor de música en la Escuela Normal Juan Demóstenes Arosemena, en el Instituto Justo Arosemena, en el Instituto Urracá, entre otros colegios. Gestor cultural, organizador de festivales musicales, retretas y encuentros de bandas y coros, con lo que contribuyó a la cultura musical de la región. 
Por su vida dedicada a la educación, fue condecorado en 1975 con la Orden "Manuel José Hurtado", máxima distinción que la República de Panamá otorga a un educador o institución educativa.

## Obra musical
Como músico profesional, cabe destacar que fue el fundador y director de la Orquesta "El Patio", de la Banda del Cuerpo de Bomberos de Santiago, la Banda del Cuerpo de Bomberos de Soná, la Banda del Instituto Urracá y la Banda del Colegio San Vicente, además de coros, orquestas y otras agrupaciones musicales en su natal Santiago y ciudades cercanas. Como intérprete, se destacó en el saxofón, el clarinete y la guitarra. Entre otras composiciones, algunas de las cuales fueron grabadas por músicos como Armando Boza, Yin Carrizo, Toby Muñoz y otros, destacan las composiciones:
- Parque de Santiago, Bolero.
- Ansiedad de ti, Bolero.
- Encrucijada de amor, Bolero.
- Eres tú para mí, Bolero.
- Mientras exista Dios, Bolero.
- Estoy triste, muy triste, Bolero rítmico.
- Plegaria al Señor, Bolero rítmico.
- Aida y Aurita, Pasillo.
- Tristeza, Pasillo canción.
- Eva, Pasillo.
- Amanecer en el campo, Saloma coral.
- Canto a mi madre buena, Coral.
- Motivos panameños, Danzón.
- Si tu me quisieras (también conocida como Cumbia Santiagueña), Cumbia.
- Dime otra vez que sí, Cumbia.
- La tinajita, Cumbia.
- Muchachita, Cumbia.
- Marcha Vicentina, Marcha.
- Por el caminito, Cumbia.
- Urracá, Marcha.
- Convivencia estudiantil, Marcha.
- Despedida de la escuela, Vals.
- Tus quince años, Vals.
- Los niños de América cantan, Canción infantil.
- Duérmete mi bien, Canción de cuna.